# Classic ABBA: The Universal Masters Collection
Classic ABBA: The Universal Masters Collection são duas coletâneas com músicas do grupo ABBA.

## Lançamento de 1999
Classic ABBA: The Universal Masters Collection foi lançado na Europa em 1999 e posteriormente em outros países com nomes diferentes. Sua lista de faixas é praticamente similar à compilação lançada em 1996, ABBA Master Series.

### Lista de faixas
| N.º            | Título                        | Duração |  |
| 1.             | "Thank You For The Music"     | 3:53    |  |
| 2.             | "The Winner Takes It All"     | 4:53    |  |
| 3.             | "Fernando"                    | 4:10    |  |
| 4.             | "One Of Us"                   | 3:58    |  |
| 5.             | "Angeleyes"                   | 4:20    |  |
| 6.             | "The Day Before You Came"     | 5:47    |  |
| 7.             | "Eagle"                       | 4:25    |  |
| 8.             | "So Long"                     | 3:06    |  |
| 9.             | "Why Did It Have To Be Me"    | 3:23    |  |
| 10.            | "Ring Ring"                   | 3:03    |  |
| 11.            | "The Way Old Friends Do"      | 2:58    |  |
| 12.            | "Slipping Through My Fingers" | 3:53    |  |
| 13.            | "Hasta Mañana"                | 3:11    |  |
| 14.            | "Our Last Summer"             | 4:19    |  |
| 15.            | "My Love, My Life"            | 3:54    |  |
| 16.            | "If It Wasn't For The Nights" | 5:09    |  |
| 17.            | "People Need Love"            | 2:45    |  |
| 18.            | "Happy New Year"              | 4:27    |  |
| Duração total: | Duração total:                | 71:56   |  |

### Lançamento
Na Alemanha, a compilação ficou conhecida como Millennium Collection; na França, simplesmente como Abba; na Itália, como Super Stars ABBA e na África do Sul como An Evening With ABBA. Em 16 de fevereiro de 2009 foi relançada com uma nova capa.

## Lançamento de 2005
Classic ABBA: The Universal Masters Collection foi lançado em 29 de agosto de 2005.

### Lista de faixas
| N.º            | Título                                         | Duração |  |
| 1.             | "Waterloo"                                     | 2:47    |  |
| 2.             | "Gimme! Gimme! Gimme! (A Man After Midnight)"  | 4:49    |  |
| 3.             | "One Man, One Woman"                           | 4:35    |  |
| 4.             | "Love Isn't Easy (But It Sure Is Hard Enough)" | 2:54    |  |
| 5.             | "Gonna Sing You My Lovesong"                   | 3:40    |  |
| 6.             | "SOS"                                          | 3:21    |  |
| 7.             | "When I Kissed the Teacher"                    | 3:02    |  |
| 8.             | "The Name Of The Game"                         | 4:54    |  |
| 9.             | "Hole In Your Sole"                            | 3:43    |  |
| 10.            | "Why Did It Have To Be Me"                     | 3:21    |  |
| 11.            | "On And On And On"                             | 3:40    |  |
| 12.            | "Lay All Your Love On Me"                      | 4:35    |  |
| 13.            | "The Visitors"                                 | 5:46    |  |
| 14.            | "I Wonder (Departure)"                         | 4:32    |  |
| 15.            | "When All Is Said And Done"                    | 3:16    |  |
| 16.            | "Ring Ring"                                    | 3:04    |  |
| Duração total: | Duração total:                                 | 62:03   |  |